# Иоас (царь Израиля)
Иоа́с (ивр. ‎и др.-евр. יְהוֹאָשׁ‬, палеоивр. 𐤀𐤔𐤉𐤅‬ [jehoaʃ] — «Яхве дал»; аккад. 𒅀𒀪𒋢 Я’су; лат. Ioas [iˈoː.aːs]) — 12-й царь израильский, сын Иоахаза; царствовал 16 лет (4 Цар. 13:10). Хотя Иоас почитал пророка Елисея, кончину которого горько оплакал, но в общем держался политики Иеровоама и поддерживал идолопоклонство. Известна его победа над иудейским царём Амасией, которого он взял в плен (4 Цар. 13; 14; 16).
Иоас освободился от ига Арама во время Бен Хадада, сына Азаила, и победил Арам в трёх войнах. Иоас возвратил Израилю все города, которые взял Азаил у его отца Иоахаза. После того как иудейский царь Амасия, спровоцировал его, Иоас совершил поход в Иудейское царство, победил войско Амасии возле Бейт-Шемеша и пленил его. Взяв Иерусалим, Иоас забрал из него сокровища Храма, царскую казну, пленных и возвратился в свою столицу Самарию.

## Археология

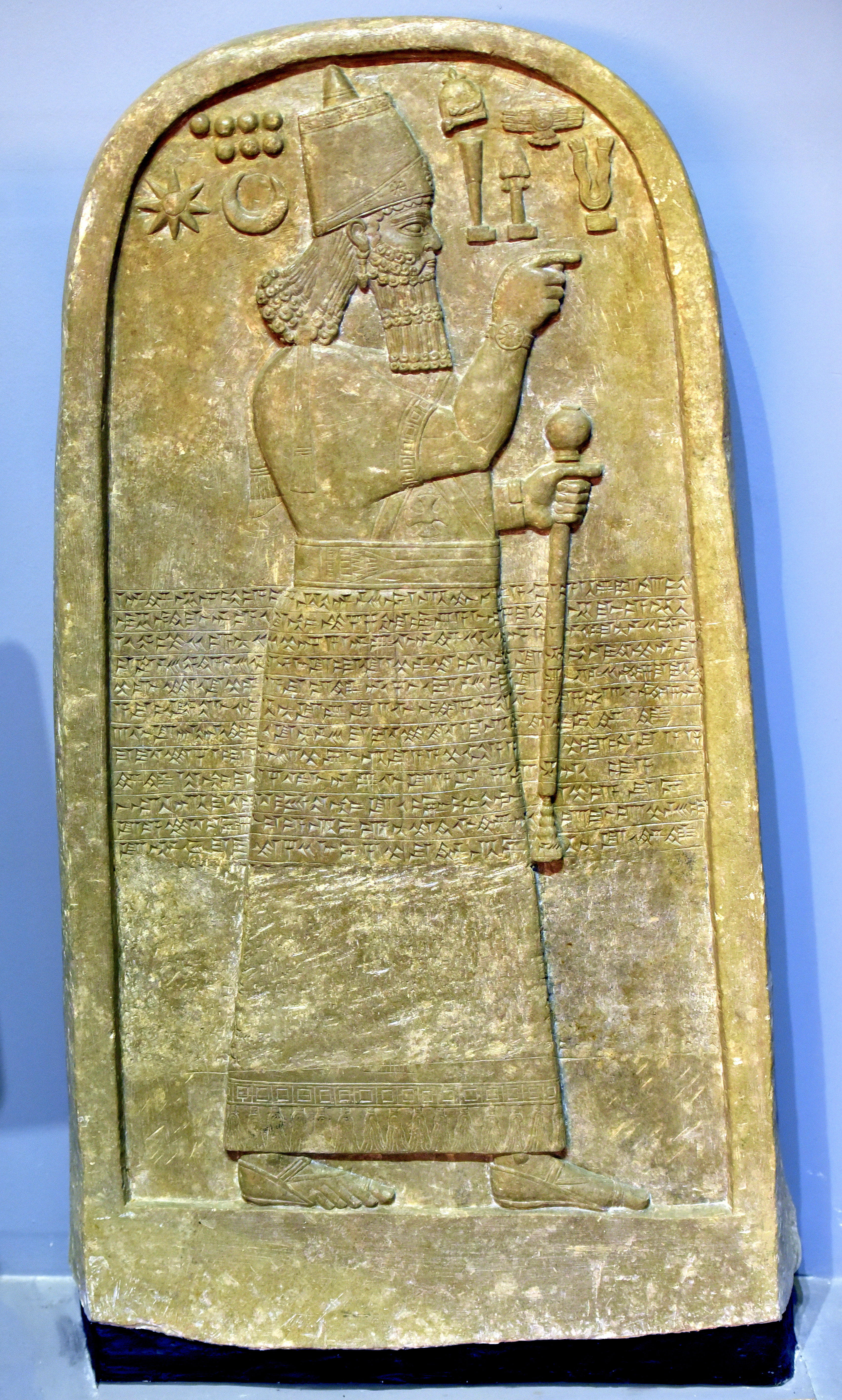
На стеле Адад-нирари III из Телль аль-Римах, которая сейчас находится в Музее Ирака, упоминается имя Иоаса Самарянина

При раскопках в Телль аль-Римах (или Каттара) была обнаружена стела царя Адад-нирари III, в которой упоминается «Иоас самарянин» и содержится первое клинописное упоминание о Самарии под этим именем.
Изображение Иоаса реконструировано по останкам гипса, найденным в Кунтиллет-Аджруд. Руины были из храма, построенного Израильским царством, когда Иоас получил контроль над Иудеей во время правления Амасии.